# باسمه‌چی‌ها
باسمه‌چیان نام گروهی از مسلمان‌های آسیای‌میانه است که در میان سال‌های ۱۲۹۷ تا ۱۳۰۹ خورشیدی (برابر ۱۹۱۸ تا ۱۹۳۰ میلادی) شورش‌هایی را ضد شوروی انجام می‌دادند. این جنبش با آمدن انورپاشا وزیر جنگ پیشین عثمانی به بخارای شرقی تقویت شد. پس از قتل او، ابراهیم بک تا سال ۱۳۰۵ خورشیدی (۱۹۲۶ میلادی) فرماندهی باسمه‌چیان را برعهده داشت. قلع و قمع باسمه‌چیان تا اواخر این دهه به درازا کشید و در جریان آن خسارات بسیاری به اقتصاد بخارای شرقی و فرغانه وارد آمد. در این اغتشاشات گروهی از مردم امیرنشین بخارا که نگران آینده بودند، به افغانستان و ایران مهاجرت کردند.

## ریشه‌شناسی
واژه «باسمه‌چی» در ازبکی به معنای «راهزن» یا «دزد» است روس‌ها این اصطلاح را برای نام‌گذاری گروه‌های مبارز در آسیای میانه به کار می‌بردند که به مردم سراسر منطقه نشان دهند که آن‌ها جنایتکارانی بیش نیستند.

## خاستگاه
پس از پیمان آخال که ایران از تمامی سرزمین‌های خود در آسیای میانه چشم پوشید، بدرفتاری زمامداران روس با مردم، کم‌کم مردم را به آنان بدبین ساخت. پس از انقلاب ۱۹۱۷ روسیه که روس‌ها چیرگی کامل بر تمام شهرها یافتند، آغاز به دگرگونی‌های فرهنگی و اجتماعی و سیاسی و اقتصادی زدند که بیش از پیش آن‌ها را در بین مردم بدبین ساخت و زمینه‌ساز جنبش‌هایی ضد روس‌ها شد.

## آغاز کار
این جنبش از شهر بخارا آغاز و کم‌کم به فرغانه، خوقند، سمرقند، سیردریا و آمودریا و کوهستان‌های تاجیکستان و بخش‌هایی از قرقیزستان و در کل به همهٔ آسیای میانه رسید. رهبری گروه را شخصی به‌نام ابراهیم بک پیش می‌برد که در زمان نادر بر اثر سازش دو دولت ابراهیم از افغانستان داخل ترکمنستان گردید و با ۷۰۰ سرباز کشته شد. پس از آن باسمه‌چی‌ها مدت ۳۵ سال با دولت اتحاد شوروی جنگیدند. تا آنکه در زمان خروشچف نیمه آزادی را به‌دست آوردند؛ دولت شوروی بدخشان تاجیکستان را به‌نام ولایت مختار بدخشان نام گذاشتند.

## پسآیندها
با گذشت زمان رهبران محلی شروع به همکاری با مقامات شوروی کردند و مردم نیز در پی سیاست‌های بومی‌سازی لنین و استالین به حزب کمونیست پیوستند. بسیاری نیز در جمهوری‌های تاجیک، ازبک، قرقیز، قزاق و ترکمن به مقامات بالایی رسیدند. در زمان شوروی‌سازی آسیای میانه، کانون مبارزات ضددینی اسلام بود. دولت با سرکوب روحانیون اسلامی و نشانه‌های هویت اسلامی مانند حجاب، بیشتر مساجد را تعطیل کرد. ازبک‌هایی که همچنان مسلمان بودند، ملی‌گرا شناخته می‌شدند و بیشتر هدف زندان یا اعدام قرار می‌گرفتند. جمع‌آوری و صنعتی‌سازی استالینی نیز همانند سایر نقاط اتحاد جماهیر شوروی پیش می‌رفت.
پس از اینکه جنبش باسمه‌چی به عنوان یک نیروی سیاسی و نظامی نابود شد، مبارزانی که در مناطق کوهستانی پنهان مانده بودند شروع به جنگ چریکی کردند. قیام باسمه‌چی تا سال ۱۹۲۶ در بیشتر مناطق آسیای میانه خاموش شده بود. با این حال، درگیری‌ها و درگیری‌های گاه و بیگاه در مرزهای افغانستان تا اوایل دهه ۱۹۳۰ ادامه داشت. جنید خان در سال ۱۹۲۶ خیوه را تهدید کرد، اما سرانجام در سال ۱۹۲۸ تبعید شد. دو فرمانده برجسته، فضیل مقسوم و ابراهیم بک، به فعالیت خود در خارج از افغانستان ادامه دادند و در سال ۱۹۲۹ به جمهوری شوروی سوسیالیستی تاجیکستان حمله کردند. ابراهیم بک وقتی به مقاومت به جمعی‌سازی دامن زد، جنبشی دوباره را آغاز کرد و موفق شد این سیاست را تا ۱۹۳۱ در ترکمنستان به تأخیر بیندازد، اما خیلی زود دستگیر و اعدام شد. سپس جنبش تا حد زیادی خاموش شد. آخرین عملیات اصلی باسمه‌چی‌ها در اکتبر ۱۹۳۳، هنگامی که نیروهای جنید خان در صحرای کاراکوم شکست خوردند، رخ داد. جنبش باسمچی در سال ۱۹۳۴ کاملاً از میان رفته بود.

## در فرهنگ عمومی
این شورش موضوع فیلم‌های «اوسترن» بسیاری از جمله خورشید سفید بیابان، گلوله هفتم و محافظ شخصی و همچنین مجموعه تلویزیونی مرز کشور بوده‌است.